# Pobedim

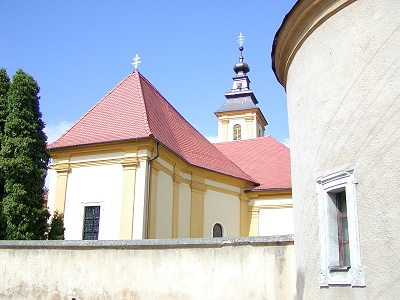
Pobedim

Pobedim (Hongaars: Pobedény) is een Slowaakse gemeente in de regio Trenčín, en maakt deel uit van het district Nové Mesto nad Váhom.
Pobedim telt 1.182 inwoners.